# Peyrelongue-Abos
Peyrelongue-Abos è un comune francese di 153 abitanti situato nel dipartimento dei Pirenei Atlantici nella regione della Nuova Aquitania.

## Società

### Evoluzione demografica
Abitanti censiti